# Liste Kaiser Franz Joseph I. als Namensgeber

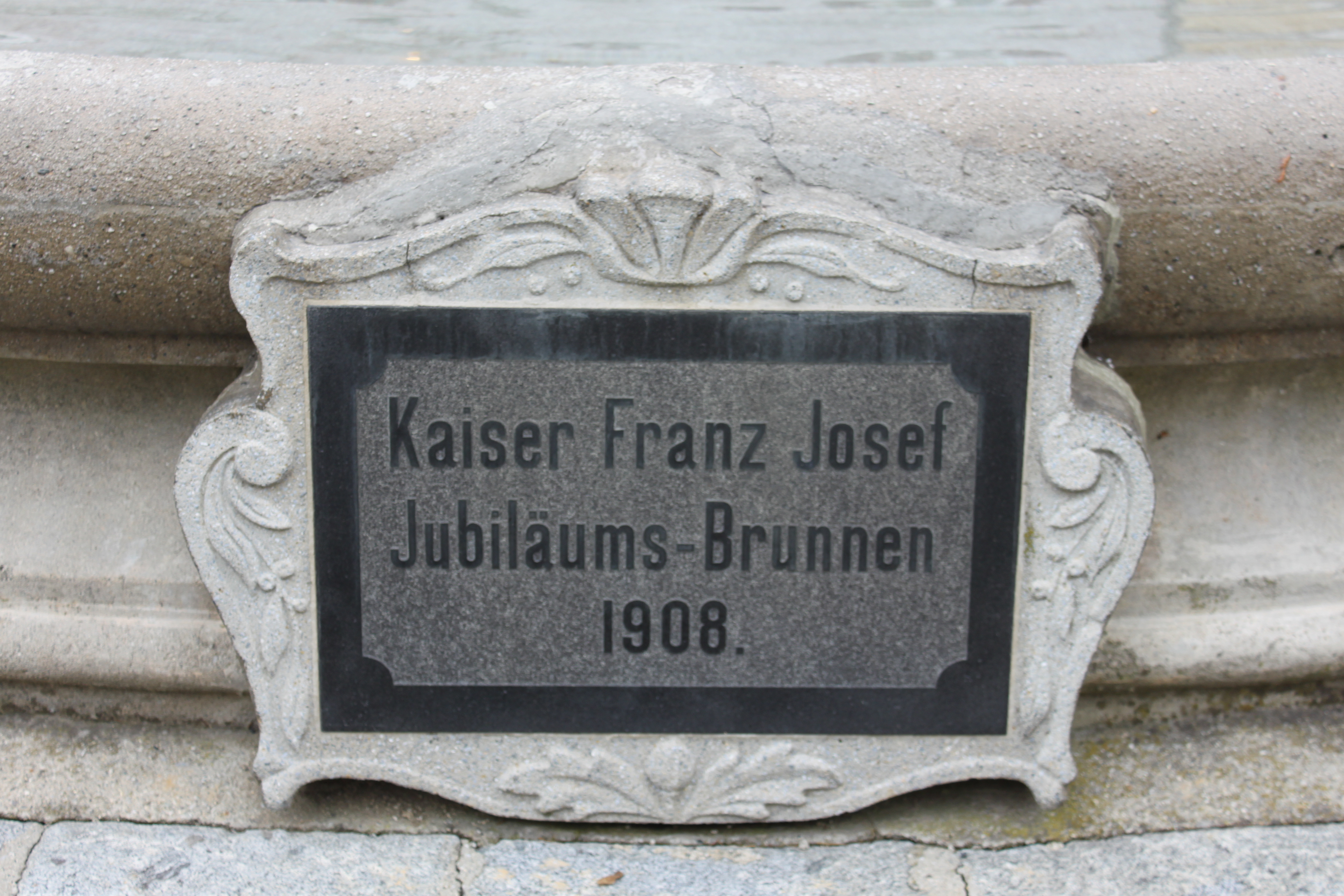
Nach Franz Josef benannter Brunnen in Pöllau

Die folgende Liste gibt eine Übersicht über Benennungen nach Franz Joseph I. (1830–1916), von 1848 an Kaiser von Österreich und König von Ungarn, dort 1867 gekrönt in der nunmehrigen Realunion („Doppelmonarchie“) Österreich-Ungarn. Vor allem zu Thronjubiläen wie 1898 oder 1908 erfolgte eine Vielzahl von Benennungen.

## Geografische Bezeichnungen
- Franz-Josef-Land, (Nordpolarmeer – Russland, 1873 benannt, heute Земля Франца-Иосифа/Semlja Franza Iossifa)
- Kejser Franz Joseph Fjord (Grönland, 1870 entdeckt)
- Franz-Josef-Gletscher (Südinsel Neuseelands, 1865 benannt)
- Kaiser-Franz-Josef-Spitze (heute italienisch: Cima Brenta), zweithöchster Berg des Brentagebirges in Welschtirol, seit 1918 Italien.
- Kaiser-Franz-Joseph-Spitze, höchster Punkt des Mount Elgon in Ostafrika
- Franz-Joseph-Spitze (1896–1919, heute slowakisch: Gerlachovský štít), höchster Berg des Tatra-Gebirges

## Baulichkeiten

### Verkehrsflächen, Brücken und Parks
- Kaiser-Franz-Josef-Straße (Wien Liesing, 1848 benannt)
- Franz-Josefs-Kai (Wien, Innere Stadt, 1858 benannt)
- Franz-Josefs-Platz (Wien-Brigittenau, um 1881 benannt, 1884–1920 Kaiserplatz, 1920–1934 Engelsplatz, 1934–1946 Pater-Abel-Platz, seit 1946 Friedrich-Engels-Platz)
- Kaiser-Franz-Joseph-Platz (Gries, Südtirol, um 1901 benannt, 1922 von den Faschisten verboten und in Piazza Grande Italia umbenannt, 1925 in Bozen eingemeindet, seit 1945 Grieser Platz)
- Kaiser-Franz-Joseph-Straße in Wien-Hietzing (1890 benannt, seit 1894 Seifertgasse), Innsbruck und Großrußbach
- Kaiser Franz Joseph-Ring in Baden
- Franz-Josefs-Gasse (Wien-Favoriten, 1891 benannt, seit 1894 Hardtmuthgasse).
- Franz-Josefs-Bahn-Straße (Wien-Alsergrund, 1909 benannt, seit 1920 Althanstraße)
- Franz-Joseph-Straße (Wien-Floridsdorf, Benennungsdatum unbekannt, 1919–1934 Schlingerstraße, seit 1934 Hermann-Bahr-Straße)
- Franz-Josef-Straße in Altlichtenwarth, Baden, Bad Gastein, Bad Gleichenberg, Bad Hall, Bad Ischl, Bad Reichenhall, Feldbach, Gleisdorf, Graz, Groß-Enzersdorf, Hohenems, Leoben, Lustenau, Maria Enzersdorf, Mistelbach, München-Schwabing, Perchtoldsdorf, Pfaffstätten, Salzburg (1866 benannt), Schwaz, Tulln, Zell am See
- Franz-Josef-Gasse in St. Andrä-Wördern, Niederösterreich
- Franz-Josef-Platz in Drösing, Gmunden, Kreuttal, Kufstein, Laxenburg, Linz (1873 benannt), Mauerbach, Rust
- Kaiser-Franz-Joseph-Park (Wien, Innere Stadt, am Franz-Josefs-Kai, 1860 benannt, heute Jonny-Moser-Park)
- Kaiser-Franz-Joseph-Regierungsjubiläumspark (Wien Penzing, seit 1924 Forschneritschpark)
- Kaiser-Franz-Joseph-Brücke (Wien, Hietzing und Penzing, 1890 benannt, seit 1921 Hietzinger Brücke, seit 1963 Kennedybrücke)
- Kaiser-Franz-Joseph-Regierungs-Jubiläums-Brücke (Wien, Döbling und Brigittenau, 1883 benannt, wegen Unaussprechlichkeit schon bald Heiligenstädter Brücke genannt)
- Kaiser-Franz-Joseph-Brücke (Wien, Brigittenau und Floridsdorf, 1874 benannt, seit 1924 Floridsdorfer Brücke)
- Kaiser-Franz-Josef-Kai (Graz)

### Verkehrseinrichtungen
- Kaiser Franz-Josephs-Bahn: Privateisenbahngesellschaft, 1868 eröffnet, 1884 verstaatlicht (k.k. Staatsbahnen), erbaute die gleichnamige Franz-Josefs-Bahn
- Kaiser-Franz-Josefs-Bahnhof: Wien-Alsergrund, 1872 erbaut, heute: Wien Franz-Josefs-Bahnhof
- Kaiser Franz Joseph-Orientbahn: projektierte Bahngesellschaft, 1856 gegründet, 1858 mit der Südbahngesellschaft fusioniert

### Militärische Einrichtungen
- Franz-Joseph-Kaserne: Lienz, 1910–1912 errichtet
- Franz-Josephs-Kaserne: Salzburg, 1846–1849 errichtet
- Franz-Joseph-Kaserne: Wien, Innere Stadt, um 1855 benannt, 1900–1901 demoliert
- Kaiser-Franz-Joseph-Kavallerie-Kaserne: Wien Penzing, um 1901 benannt, heute: Breitenseer Kaserne
- Kaiser-Franz-Joseph-Landwehrkaserne: Wien Penzing, 1901 benannt, heute: Geriatriezentrum Baumgarten
- K.k. Franz-Joseph-Militärakademie: Wien Landstraße, 1895–1898 erbaut, heute Teil der Krankenanstalt Rudolfstiftung

### Krankenanstalten und Wohlfahrtseinrichtungen
- Kaiser-Franz-Josef-Spital: Wien-Favoriten, 1889 benannt, heute auch Sozialmedizinisches Zentrum Süd genannt
- Kaiser-Franz-Joseph-Krankenhaus in Rudolfsheim: Wien, Rudolfsheim-Fünfhaus, 1890 benannt, heute: Kaiserin-Elisabeth-Spital
- Kaiser-Franz-Joseph-Ambulatorium und Jubiläumsspital: Wien-Mariahilf, 1888 benannt, heute ein Studentenwohnheim
- Kaiser-Franz-Josef-Jubiläums-Siechenhaus: Innsbruck, 1898/99 errichtet, heute Teil der Universitätsklinik
- Kaiser-Franz-Josef-Jubiläums-Greisenasyl in Innsbruck, 1908/09 errichtet, heute: Wohnheim Saggen
- Kaiser-Franz-Joseph-Jubiläums-Waisenhaus in Retz, 1903/05 errichtet

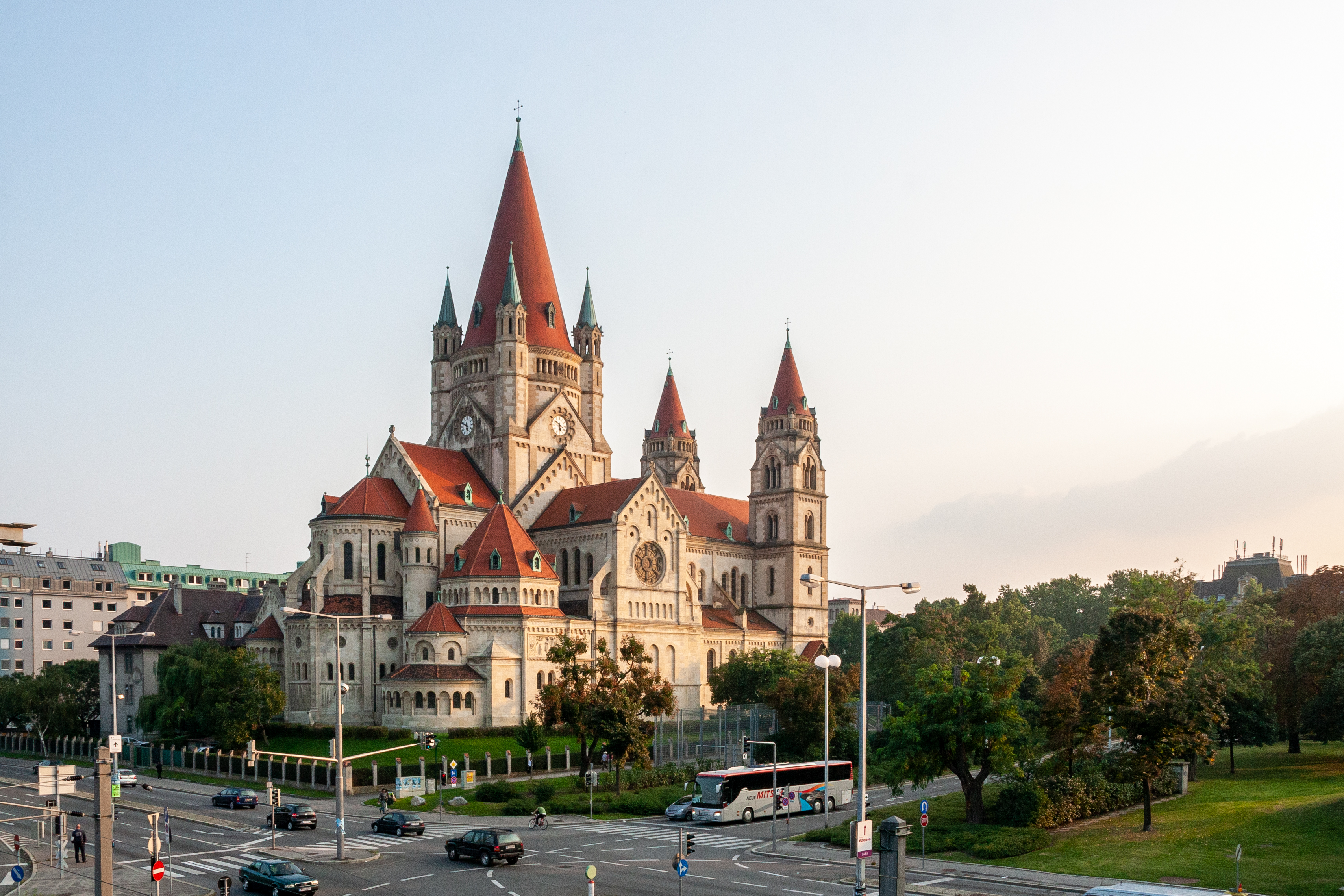
Kaiser-Jubiläums-Kirche am Mexikoplatz

### Kirchen
- Kaiser-Franz-Joseph-Jubiläumskirche: Wien-Leopoldstadt, 1898 benannt, heute: Franz-von-Assisi-Kirche
- Kaiser-Franz-Joseph-Jubiläumskirche: Wien-Währing, 1898 benannt, heute: Lutherkirche
- Kaiser-Franz-Joseph-Jubiläumskapelle am Haunsberg, 1898, Obertrum am See, Land Salzburg
- Kaiser-Jubiläums-Kirche: Hirtenberg, 1898 benannt, heute: Pfarrkirche Hirtenberg
- Kaiser-Jubiläumskirche: Maria Gugging, 1908 benannt, heute: Pfarr- und Wallfahrtskirche Maria Gugging
- Kaiser-Franz-Josef-Jubiläumskirche: Nassengrub, Böhmen, 1908 benannt
- (St.) Franz-Joseph-Kirche: Hamburg-Harburg, 1913 benannt
- Kaiser-Franz-Joseph-Jubiläumskapelle: Kleingerungs in der Gemeinde Martinsberg, Niederösterreich, 1909 erbaut

### Schulen
- 1863 Franz-Joseph-Gymnasium der Grenzregimenter in Nassod, Siebenbürgen, heute Colegiul Național „George Coșbuc“ din Năsăud, Năsăud
- 1869 Francisco Josephinum, Wieselburg-Land
- 1879 Franz-Joseph-Gymnasium, heute Gymnasium Stubenbastei, Wien-Innere Stadt
- 1890 Bundesgymnasium und Bundesrealgymnasium Freistadt
- 1891 HTL Bau und Design Linz

- 1908 Kaiser-Jubiläums-Volks- und Bürgerschule, Volksschule in Haugsdorf

### Theater
- Kaiser-Franz-Joseph-Theater: Berndorf (Niederösterreich), 1898 benannt, heute: Stadttheater Berndorf
- Kaiser-Jubiläums-Stadttheater: Wien, 1898 benannt, ab 1908 Volksoper Wien

### Aussichtswarten
- Kaiser-Franz-Josefs-Höhe: Großglockner-Hochalpenstraße, 1856 benannt
- Jubiläumswarte: Wien, Hermannskogel, 1888 benannt, heute: Habsburgwarte
- Franz-Josefs-Warte: Linz, Freinberg, 1888 benannt
- Kaiser-Franz-Joseph-Warte: Hof am Leithaberge, Leithagebirge, 1889 benannt
- Kaiser-Jubiläums-Warte: Wien, Gallitzinberg, 1898 benannt, heute Jubiläumswarte
- Kaiser-Franz-Joseph-Jubiläumswarte: Bad Vöslau, 1898 benannt, heute: Jubiläumswarte
- Kaiser-Franz-Josef-Jubiläumswarte: Vorderweißenbach, Sternstein, 1898 benannt, heute: Sternsteinwarte
- Kaiser-Jubiläumswarte: Anninger, 1898 benannt
- Kaiser-Franz-Josef-Warte: Bischofskoppe, Tschechien, 1898 benannt
- Kaiserjubiläums-Aussichtswarte: Ludwigshöhe in Pottenstein, 1898 benannt
- Jubiläumswarte: Hadersfeld bei St. Andrä-Wördern, 1908 benannt, heute: Tempelbergwarte

### Schutzhäuser
- Kaiser-Franz-Joseph-Schutzhaus auf dem Patscherkofel bei Innsbruck, 1887 errichtet, heute: Patscherkofelhaus
- Kaiser-Franz-Josef-Haus auf dem Großglockner, 1906 als Schutzhütte erbaut, heute: zum Alpenhotel ausgebaut

### Denkmäler und Standbilder
Aus Anlass des 60. Regierungsjahres des Kaisers 1908 oder des 80. Geburtstages 1910 wurden zahlreiche Standbilder und Büsten errichtet, von denen sich auch heute noch viele, meist liebevoll gepflegt, vor allem in ländlichen Gemeinden Österreichs finden.
- Kaiser-Franz-Joseph-Denkmal (Přívěsť)
- Kaiser-Franz-Joseph-Denkmal (Pulkau)
- Kaiser-Franz-Joseph-Denkmal (Salzburg)
- Kaiser-Franz-Joseph-Denkmal (Wien)
- Franz-Joseph-Denkmal im Burggarten, Wien
- Kaiser-Franz-Joseph-Obelisk auf dem Stilfser Joch in Südtirol, 1888 errichtet
- Kaiserdenkmal am Österreichberg, Salzburger Pongau
- Kaiser-Jubiläumssäule Freiheitsplatz
- Kaiser-Franz-Denkmal (Prag), Tschechien, am Moldauufer in der Altstadt

### Bäder und Kuranstalten
- Kaiserbad, ehemaliges Bad im Wiener Donaukanal unterhalb der Augartenbrücke
- Kaiserbad (Císařské lázně) in Karlsbad
- Kaiser Franz Josef-Bad in Bad Aussee, ehemals Kuranstalt, heute anderweitig genutzt
- Kaiser-Franz-Josef-Jubiläums-Bad in Retz, heute noch als städtisches Freibad in Betrieb

### Wasserwirtschaft und Brunnen
- Kaiserbadschleuse (Anlage beim Kaiserbad, 1904–1908 als Teil eines unvollendeten Hochwasserschutzes erbaut, heute nur noch das von Otto Wagner gestaltete „Schützenhaus“ [der Schütz = beweglicher Teil eines Wehrs] und die Schleuseninsel erhalten)
- Kaiser-Franz-Joseph-Hochquellenleitung, die Erweiterung der Wasserversorgung Wiens, heute: II. Wiener Hochquellenleitung
- Kaiser-Franz-Joseph-Jubiläums-Wasserleitung in Aspang-Markt (errichtet 1898)
- Kaiser-Franz-Josef-Jubiläums-Brunnen in Pöllau (errichtet 1908)
- Kaiser-Franz-Josef-Jubiläums Brunnen in Mauerbach

## Institutionen und Organisationen

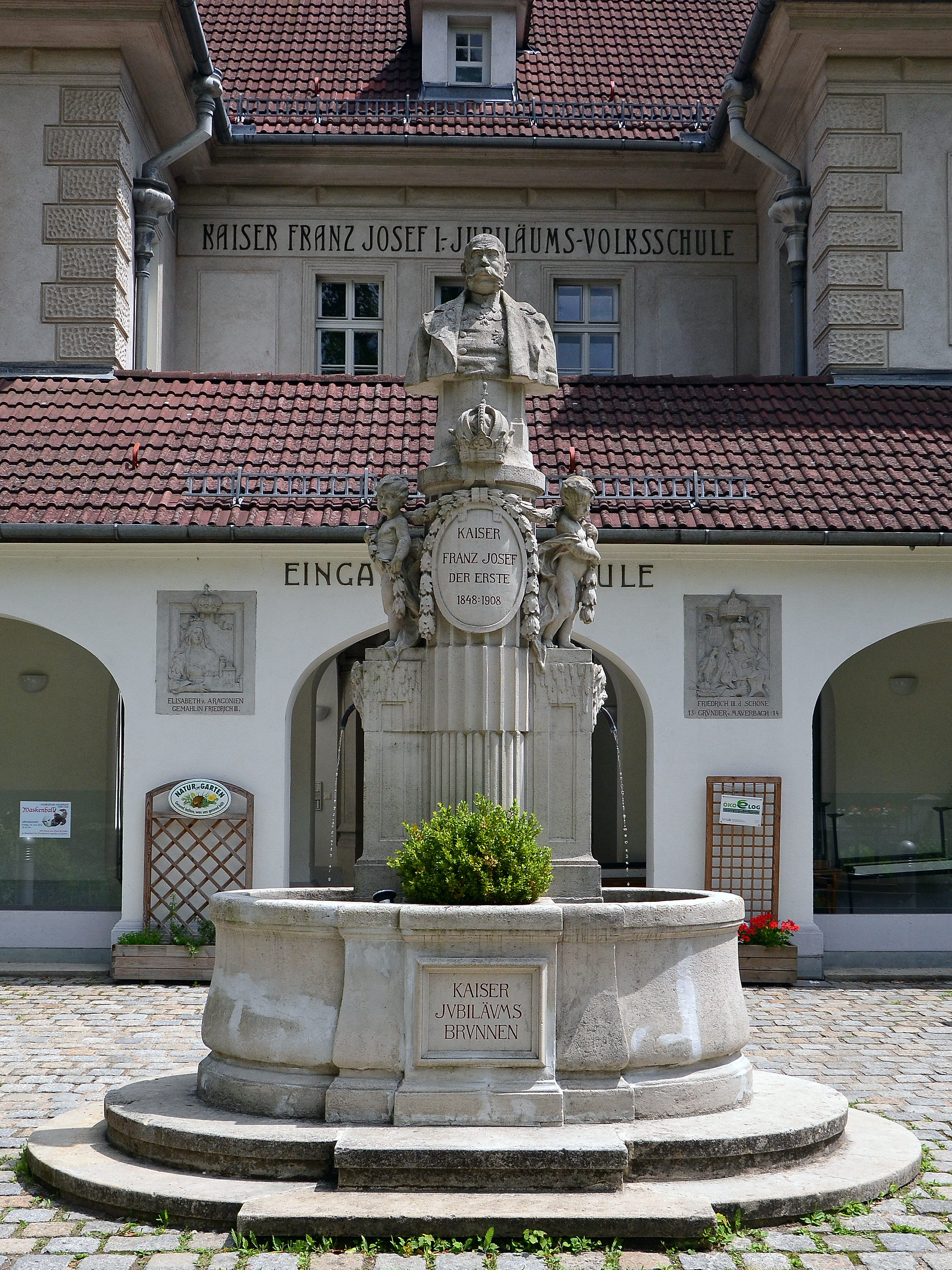
Kaiser Jubiläums Brunnen und -Volksschule in Mauerbach

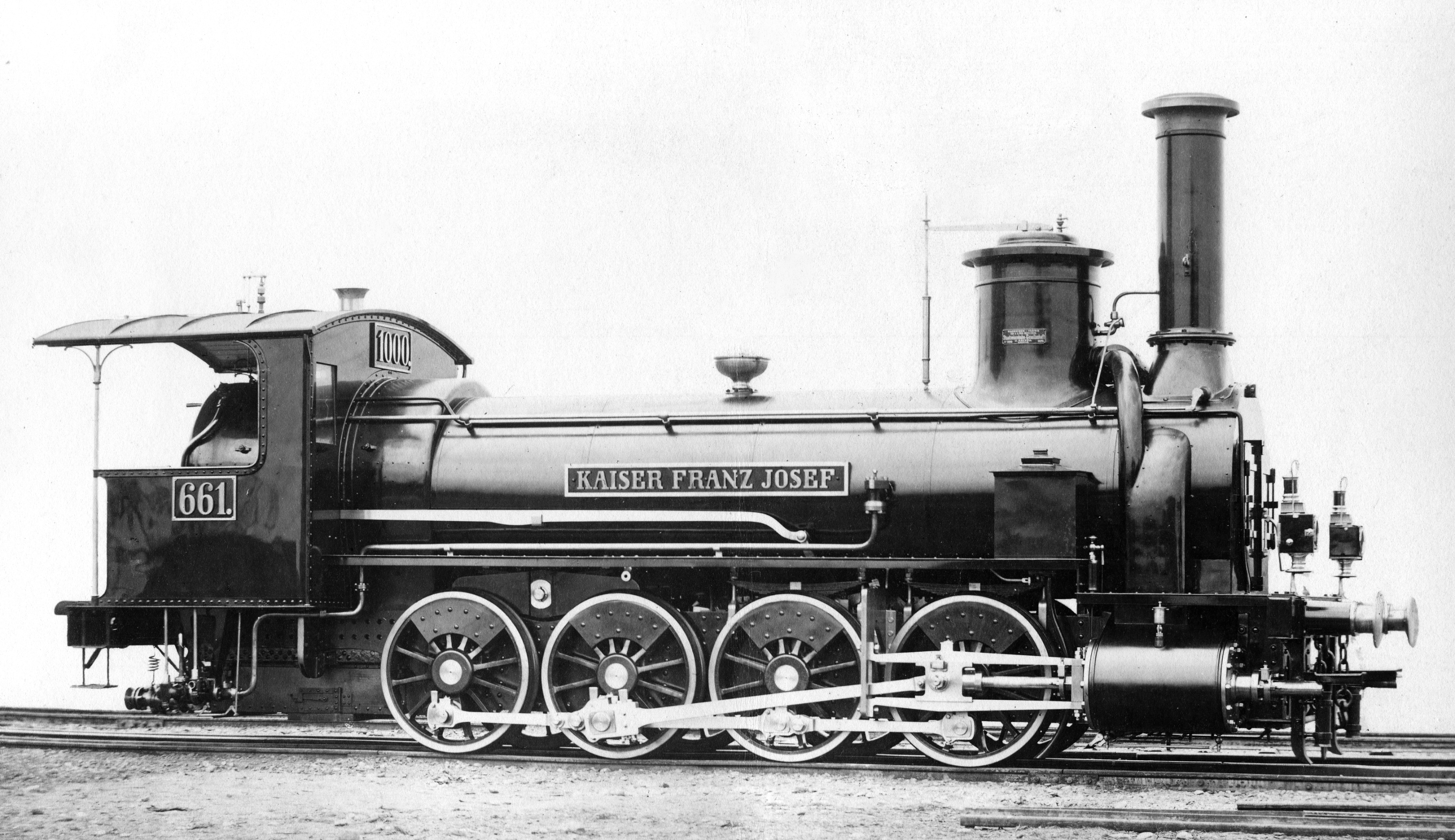
Dampflok "Kaiser Franz Josef" der StEG

### Auszeichnungen
- Franz-Joseph-Orden (Orden, 1849 gestiftet)
- Franz-Joseph-Kreuz (Orden, 1916 gestiftet)

### Militärische Verbände
- Ulanen-Regiment „Kaiser Franz Josef von Österreich, König von Ungarn“ (1. Königlich Sächsisches) Nr. 17
- Füsilier-Regiment „Kaiser Franz Josef von Österreich, König von Ungarn“ (4. Württembergisches) Nr. 122

### Fahrzeuge
- Kaiser Franz Joseph I., Panzerkreuzer der Österreichischen Marine, 1890 in Dienst gestellt, 1919 gesunken
- Kaiser Franz Joseph I., Transatlantik-Ozeandampfer, 1912 in Dienst gestellt, 1944 versenkt
- Kaiser Franz Josef I., Schaufelraddampfer am Wolfgangsee
- Kaiser Franz Josef I., Schaufelraddampfer am Bodensee, 1940 verschrottet
- Kaiser Franz Josef, Raddampfer der Sächsisch-Böhmischen Dampfschiffahrts-Gesellschaft, 1912 in Dienst gestellt
- Franz Josef I., Schaufelraddampfer der Ersten Donau-Dampfschiffahrts-Gesellschaft, 1916 in Dienst gestellt, 1918 umbenannt in Jupiter, 1944 gesunken
- Kaiser Franz Josef, Güterzug-Lokomotive Reihe StEG I 600–711 der Österreichisch-ungarischen Staatseisenbahn-Gesellschaft von 1869, 1.000. Lokomotive der Lokomotivfabrik der StEG

### Wohlfahrt und Sport
Speziell zum 60-jährigen Thronjubiläum 1908 erfolgte die Benennung einer Vielzahl von Wohlfahrts- und Sporteinrichtungen.
- Kaiser Kaiser-Franz-Joseph-Jubiläums-Fonds für Werkstättengebäude und Volkswohnungen (1908)
- Kaiser-Franz-Joseph-Jubiläums-Stiftung für Volkswohnungen und Wohlfahrtseinrichtungen (1898)
- Kaiser-Franz-Joseph-Jubiläums-Turnier (Fußballturnier in Wien, 1898)

### Weiteres
- Kaiser Franz Josef, österreichische zeitgenössische Musikgruppe
- Franz Josef Bitterwasser (auch Ferencz József Bitterwasser), ungarisches Heilwasser aus Budapest[1]
- Franz Josef Kaiser exklusiv, tschechische Delikatessen-Handelsmarke

## Musiktitel
- Gott erhalte Franz den Kaiser
- Kaiser-Franz-Joseph-Marsch